# Jeyland Mitchell
Jeyland Yahir Mitchell Baltodano (Limón, 29 de septiembre de 2004) es un futbolista costarricense que juega como defensa central en el Feyenoord de la Eredivisie.

## Trayectoria

### A. D. Guanacasteca
Jeyland Mitchell practicó baloncesto a sus 16 años con el equipo ARCA, cuando el equipo Limón F. C. desapareció del fútbol, y fue el director técnico Luis Fernando Fallas que lo volvió a inculcar a regresar al fútbol con su llegada a la A. D. Guanacasteca. El 13 de octubre de 2021, debutó con la A. D. Guanacasteca contra Municipal Grecia, sumando la totalidad de minutos en la derrota 3-1. El 23 de febrero de 2022, Jeyland realizó su primera anotación en la máxima categoría, contra Jicaral Sercoba al minuto 21.

### Municipal Liberia
El 28 de junio de 2023, se oficializó su fichaje al Municipal Liberia. El 25 de julio, debutó contra el C. S. Herediano, Mitchell disputó 67 minutos en la derrota 1-4.

### L. D. Alajuelense
El 12 de diciembre de 2023, se oficializó su fichaje a la L. D. Alajuelense, reforzando la categoría sub-21. El 26 de marzo de 2024, debutó con Alajuelense contra Municipal Liberia, disputando la totalidad de minutos en la victoria 0-4. Después de una excelente participación en el Torneo Clausura 2024, el 3 de junio Jeyland renovó contrato con Alajuelense hasta el 30 de junio de 2027.

### Feyenoord
El 8 de julio de 2024, se oficializó su fichaje al Feyenoord, por una compra de € 2,50 millones hacia L. D. Alajuelense, con un contrato hasta junio de 2029. El 19 de septiembre, debutó por medio de la competición de la Liga de Campeones de la UEFA contra el Bayer Leverkusen, Mitchell ingresó desde el minuto 72 en la derrota 0-4, convirtiéndose en el futbolista costarricense más joven con 19 años en debutar en la competición internacional. El 12 de enero de 2025, debutó en la Eredivisie contra el F. C. Utrecht, dándose su ingreso al minuto 76 por la derrota 1-2.

## Selección nacional
El 2 de febrero de 2024, debutó con la selección nacional contra El Salvador, ingresando al minuto 78 por la victoria 2-0.
El 31 de mayo de 2024, se enfrentó ante Uruguay, teniendo su primer partido como titular y disputando la totalidad de minutos por el empate 0-0, dejando con bastante expectativas en la zona defensiva con la selección nacional.
El 1 de junio de 2024, se oficializó su convocatoria para la clasificación al mundial 2026 para los partidos contra San Cristóbal y Nieves y Granada. El 6 de junio se enfrentó a San Cristóbal y Nieves, disputando la totalidad de minutos por la victoria 4-0. Tres días después repitió titularidad contra Granada por la victoria 0-3.
El 11 de junio de 2024, se oficializó su convocatoria de los 26 jugadores para la competición de la Copa América 2024. El 24 de junio debutó contra Brasil, dejándose con altas expectativas en la zaga defensiva tras un partido que finalizó en empate 0-0. El 28 de junio se enfrentó a Colombia, disputando la totalidad de minutos por la derrota 3-0. El 2 de julio disputó contra Paraguay, sumando la totalidad de minutos por la victoria 2-1, cerrando la competición de la Copa América 2024 en la tercera posición de la fase de grupos, con una participación destacada.
El 28 de agosto de 2024, se oficializó su convocatoria para la Liga de Naciones de la Concacaf 2024-25 contra Guadalupe y Guatemala. El 5 de septiembre, se enfrentó contra Guadalupe disputando la totalidad de minutos por la victoria 3-0. El 9 de septiembre, se enfrentó contra Guatemala disputando la totalidad de minutos por el empate 0-0.

#### Participaciones internacionales
| Competición                             | Sede                    | Resultado        | Partidos | Goles |
| --------------------------------------- | ----------------------- | ---------------- | -------- | ----- |
| Copa América 2024                       | Estados Unidos          | Fase de grupos   | 3        | 0     |
| Liga de Naciones de la Concacaf 2024-25 | Concacaf                | Cuartos de final | 6        | 0     |
| Copa de Oro de la Concacaf 2025         | Estados Unidos · Canadá | Cuartos de final | 3        | 0     |

#### Participaciones en eliminatorias
| Eliminatoria               | Sede                             | Resultado   | Partidos | Goles |
| -------------------------- | -------------------------------- | ----------- | -------- | ----- |
| Clasificación Mundial 2026 | Estados Unidos · México · Canadá | Por definir | 4        | 1     |

## Estadísticas

### Clubes
Actualizado al último partido jugado el 11 de marzo de 2025.
| Club                            | Div.          | Temporada     | Liga  | Liga  | Liga   | Copas nacionales | Copas nacionales | Copas nacionales | Copas internacionales | Copas internacionales | Copas internacionales | Total | Total | Total  |
| Club                            | Div.          | Temporada     | Part. | Goles | Asist. | Part.            | Goles            | Asist.           | Part.                 | Goles                 | Asist.                | Part. | Goles | Asist. |
| ------------------------------- | ------------- | ------------- | ----- | ----- | ------ | ---------------- | ---------------- | ---------------- | --------------------- | --------------------- | --------------------- | ----- | ----- | ------ |
| A. D. Guanacasteca · Costa Rica |               |               |       |       |        |                  |                  |                  |                       |                       |                       |       |       |        |
| 1.ª                             | 2021-22       | 12            | 1     | 0     | —      | —                | —                | —                | —                     | —                     | 12                    | 1     | 0     |        |
| 1.ª                             | 2022-23       | 13            | 0     | 1     | 1      | 0                | 0                | —                | —                     | —                     | 14                    | 0     | 1     |        |
| Total club                      | Total club    | 25            | 1     | 0     | 1      | 0                | 1                | 0                | 0                     | 0                     | 26                    | 1     | 1     |        |
| Municipal Liberia · Costa Rica  |               |               |       |       |        |                  |                  |                  |                       |                       |                       |       |       |        |
| 1.ª                             | 2023-24       | 9             | 1     | 0     | 3      | 0                | 0                | —                | —                     | —                     | 12                    | 1     | 0     |        |
| Total club                      | Total club    | 9             | 1     | 0     | 3      | 0                | 0                | 0                | 0                     | 0                     | 12                    | 1     | 0     |        |
| L. D. Alajuelense · Costa Rica  |               |               |       |       |        |                  |                  |                  |                       |                       |                       |       |       |        |
| 1.ª                             | 2023-24       | 12            | 0     | 0     | —      | —                | —                | —                | —                     | —                     | 12                    | 0     | 0     |        |
| Total club                      | Total club    | 12            | 0     | 0     | 0      | 0                | 0                | 0                | 0                     | 0                     | 12                    | 0     | 0     |        |
| Feyenoord · Países Bajos        |               |               |       |       |        |                  |                  |                  |                       |                       |                       |       |       |        |
| 1.ª                             | 2024-25       | 1             | 0     | 0     | 1      | 0                | 0                | 7                | 0                     | 0                     | 9                     | 0     | 0     |        |
| 1.ª                             | 2025-26       | 0             | 0     | 0     | 0      | 0                | 0                | —                | —                     | —                     | 0                     | 0     | 0     |        |
| Total club                      | Total club    | 1             | 0     | 0     | 1      | 0                | 0                | 7                | 0                     | 0                     | 9                     | 0     | 0     |        |
| Total carrera                   | Total carrera | Total carrera | 47    | 2     | 0      | 5                | 0                | 1                | 7                     | 0                     | 0                     | 59    | 2     | 1      |
| 1. 2. Fuente:Transfermarkt      |               |               |       |       |        |                  |                  |                  |                       |                       |                       |       |       |        |

### Selección de Costa Rica
Actualizado al último partido jugado el 29 de junio de 2025.
| Selección                                         | Año | Eliminatorias | Eliminatorias | Eliminatorias | Continental | Continental | Continental | Mundial | Mundial | Mundial | Amistosos | Amistosos | Amistosos | Total | Total | Total  |
| Selección                                         | Año | Part.         | Goles         | Asist.        | Part.       | Goles       | Asist.      | Part.   | Goles   | Asist.  | Part.     | Goles     | Asist.    | Part. | Goles | Asist. |
| ------------------------------------------------- | --- | ------------- | ------------- | ------------- | ----------- | ----------- | ----------- | ------- | ------- | ------- | --------- | --------- | --------- | ----- | ----- | ------ |
| Absoluta · Costa Rica                             |     |               |               |               |             |             |             |         |         |         |           |           |           |       |       |        |
| 2024                                              | 2   | 0             | 0             | 9             | 0           | 0           | —           | —       | —       | 2       | 0         | 0         | 13        | 0     | 0     |        |
| 2025                                              | 2   | 1             | 0             | 5             | 1           | 0           | —           | —       | —       | 0       | 0         | 0         | 7         | 2     | 0     |        |
| Total                                             | 4   | 1             | 0             | 14            | 1           | 0           | 0           | 0       | 0       | 2       | 0         | 0         | 20        | 2     | 0     |        |
| 1. Fuente:Transfermarkt / National Football Teams |     |               |               |               |             |             |             |         |         |         |           |           |           |       |       |        |

#### Goles internacionales
| N. | Fecha               | Sede                       | Rival             | Gol | Resultado | Competición                                   |
| -- | ------------------- | -------------------------- | ----------------- | --- | --------- | --------------------------------------------- |
| 1. | 21 de marzo de 2025 | FFB Field, Belmopán        | Belice            | 0–4 | 0-7       | Clasificación Copa de Oro de la Concacaf 2025 |
| 2. | 10 de junio de 2025 | Estadio Nacional, San José | Trinidad y Tobago | 2–0 | 2-1       | Clasificación Mundial 2026                    |